# Lorenzo Perrone
(Primo Levi, Se questo è un uomo)
Lorenzo Perrone (Fossano, 11 settembre 1904 – Savigliano, 1952) è stato un muratore italiano, famoso per la descrizione che di lui fece Primo Levi nelle sue opere, in particolare in Se questo è un uomo.

## Biografia
Perrone faceva parte di un gruppo di abili muratori italiani, contrattati dalla ditta Beotti, che furono trasferiti ad Auschwitz per l'espansione del campo. Nell'estate del 1944, mentre lavorava alla costruzione di un muro, Levi udì Perrone esprimersi in piemontese con un suo collega e, da quel momento, nacque un'amicizia tra i due. Fino al dicembre dello stesso anno Perrone portò a Levi del cibo che sottraeva dalla sua razione, salvandogli la vita; gli donò anche una veste multicolore che veniva indossata sotto l'abbigliamento del campo per aumentare la protezione al freddo. Spedì per suo conto anche una cartolina alla madre, facendogli avere la risposta.
Perrone riuscì ad aiutare altri prigionieri italiani nel campo, anche se ne fece menzione solo una volta con Levi, dicendo che quando qualcuno fa qualcosa di buono, non deve mai vantarsene. Dopo la guerra, Perrone ritornò in Italia, ma le brutalità del campo di Auschwitz a cui aveva assistito come lavoratore lo perseguitarono per il resto della vita, causandogli una grave forma di alcolismo e la conseguente perdita del lavoro. In questo periodo Primo Levi, tornato a casa, cercò di aiutarlo, tentando inutilmente di convincerlo a farsi curare.
Fragile di salute anche a causa  dell'alcolismo, Perrone morì di tubercolosi nel 1952. Il 7 giugno 1998 fu inserito tra i Giusti tra le nazioni (dossier 3712), presso il museo Yad Vashem di Gerusalemme. I nomi dei due figli di Levi furono scelti in omaggio a Lorenzo Perrone: sua figlia Lisa Lorenza e suo figlio Renzo.